# Vilayet di Scutari
Il vilayet di Scutari (in turco: Vilâyet-i İşkodra), fu un vilayet dell'Impero ottomano, nell'area dell'attuale Albania.

## Storia
Il vilayet di Scutari venne fondato nel 1867 unendo i sangiaccati di Scutari e Debre. Il sangiaccato di Scutari venne istituito quando l'Impero ottomano acquisì Scutari dopo l'assedio nel 1478-9. Gran parte del Principato di Zeta venne aggiunta al territorio del sanjak di Scutari nel 1499. Nel 1514 questo territorio venne separato dal sangiaccato di Scutari e venne formato un nuovo sangiaccato che ebbe nome di sangiaccato del Montenegro, sotto il governo di Skenderbeg Crnojević. Quando questi morì nel 1528, il sangiaccato del Montenegro venne unito al sangiaccato di Scutari in un'unica autorità amministrativa con una certa autonomia.
Nel 1867, il sangiaccato di Scutari venne unito al sangiaccato di Skopje andando così a formare il vilayet di Scutari. Questa nuova entità era a sua volta ripartita nei sangiaccati di Scutari, Prizren e Debre. Nel 1877, Prizren passò al vilayet del Kosovo e Debre passò al vilayet di Monastir, mentre Durazzo divenne sede di un sangiaccato proprio. Nel 1878 dopo la guerra turco-russa Antivari e Podgorica vennero cedute al Montenegro.
Tra la fine del 1912 e l'inizio del 1913 l'area del vilayet venne occupata dai membri della Lega Balcanica durante la prima guerra balcanica. Nel 1914 il territorio del vilayet di Scutari divenne parte del Principato di Albania, fondato come parte del trattato di Londra siglato nel 1913.

## Geografia antropica

### Suddivisioni amministrative
I sangiaccati del vilayet di Scutari nel XIX secolo erano:
1. Sangiaccato di Scutari
2. Sangiaccato di Durazzo